# Jarosławiec (powiat hrubieszowski)
Jarosławiec – wieś w Polsce położona w województwie lubelskim, w powiecie hrubieszowskim, w gminie Uchanie.
| SIMC    | Nazwa               | Rodzaj    |
| ------- | ------------------- | --------- |
| 0904032 | Jarosławiec-Kolonia | część wsi |

Wieś starostwa hrubieszowskiego położona była w XVIII wieku w ziemi chełmskiej. Do 1925 roku istniała gmina Jarosławiec. W latach 1954–1961 wieś należała i była siedzibą władz gromady Jarosławiec, po jej zniesieniu w gromadzie Teratyn. W latach 1975–1998 miejscowość należała administracyjnie do województwa zamojskiego.
Wieś jest sołectwem w gminie Uchanie. Według Narodowego Spisu Powszechnego (III 2011 r.) liczyła 403 mieszkańców i była czwartą co do wielkości miejscowością gminy.
Wierni Kościoła rzymskokatolickiego należą do parafii Wniebowzięcia Najświętszej Maryi Panny w Uchaniach.

## Historia
Po raz pierwszy wieś wzmiankowana w rejestrze z 1472 r. Wówczas położona była ona w staropolskim powiecie chełmskim. Przed rokiem 1564 należała do starostwa hrubieszowskiego. W owym czasie istniała tu cerkiew, oraz folwark starościński i karczma. W roku 1565  wieś w starostwie hrubieszowskim, miała 24 kmieci na półłankach, 8 kmieci wolnych, którym już wolność się kończyła. Był karczmarz, woźny, pop. Dochód ze wsi ogółem wynosił  41 zł i 8 groszy. W 1800 r. wieś została kupiona przez Stanisława Staszica, w szesnaście lat później przekazana Towarzystwu Rolniczemu Hrubieszowskiemu. W pierwszej połowie XIX stulecia swe lata dziecięce spędził tu Karol Baliński, poeta i działacz niepodległościowy, używający nawet pseudonimu Karol z Jarosławca. Według Słownika geograficznego Królestwa Polskiego z roku 1902 Jarosławiec stanowił wieś w powiecie hrubieszowskim, gminie Jarosławiec, parafii Uchanie. Z opisu wiadomo, że była tu cerkiew dla ludności rusińskiej, będąca filialną greckokatolickiej parafii Uchanie. Cerkiew erygowana 1640 r. przez Władysława IV. W gminie sąd gminny okręgu I. Wieś ta należała do Towarzystwa rolniczego hrubieszowskiego  i wchodziła w skład dóbr Staszica. W 1827 r. wieś liczyła 47 domów i 356 mieszkańców , zaś według spisu z 1921 r. już 128 domów oraz 820 mieszkańców, w tym 30 Żydów i 364 Ukraińców.

## Szlaki turystyczne
Szlak Tadeusza Kościuszki